# TNFRSF1B
TNFRSF1B (англ. tumor necrosis factor receptor superfamily, member 1B) — мембранный белок, рецептор из надсемейства рецепторов фактора некроза опухоли. У человека кодируется геном TNFRSF1B.

## Функции
TNFRSF1B надсемейства рецептора факторов некроза опухоли входит в одну группу вместе с TNFRSF1A. TNFRSF1B и TNFRSF1A формируют гетеродимер, который рекрутирует два анти-апоптозных белка c-IAP1 и c-IAP2, имеющих E3 убиквитинлигазную активность, хотя роль белков IAP в функциях фактора некроза опухоли. 
TNFRSF1B участвует в защите нейронов от апоптоза, стимулируя анти-оксидативные механизмы.

## Взаимодействия
TNFRSF1B взаимодействует с белками TRAF2, и TTRAP.